# Batalla de Chacaltaya (1809)
La batalla de Chacaltaya fue un enfrentamiento armado librado el 25 de octubre de 1809 en el marco de la Guerra de la Independencia de Bolivia. Es considerada la primera batalla armada de la guerra de independencia de Hispanoamérica y por tanto también de Bolivia, entonces conocida como Real Audiencia de Charcas y parte del Virreinato del Río de la Plata. En la batalla se enfrentaron las fuerzas revolucionarias, dirigidas por José Gabriel Castro, y las fuerzas realistas, dirigidas por José Manuel de Goyeneche, en la zona conocida como Chacaltaya (hoy El Alto). La derrota de los revolucionarios, conocidos también como patriotas, significó el fin de la Junta Tuitiva de La Paz, formada el 16 de julio del mismo año.

## Antecedentes
A raíz de la sublevación encabezada por Pedro Domingo Murillo el 16 de julio de 1809 en la ciudad de La Paz, donde se creó la Junta Tuitiva, los realistas dispusieron sofocar la sublevación en contra de la corona española. Fue así que el Virrey del Perú, José Fernando de Abascal, ordenó que el brigadier José Manuel de Goyeneche tomara las medidas necesarias para terminar con los sublevados, conocidos también como los patriotas. Simultáneamente, ordenó que el coronel Ramírez Orozco se pusiera bajo el mando de Goyeneche, enviando armas y municiones junto con un batallón del Regimiento "Real de Lima". También dispuso que las tropas de Cuzco, Arequipa y Puno se concentraran en este último punto para formar un cuerpo de ejército.
El 13 de octubre de 1809, Goyeneche atravesó el puente del río Desaguadero con todo su ejército, compuesto por 5 mil hombres, designando al coronel Ramírez Orozco como líder de la vanguardia. Mientras tanto, los patriotas de La Paz organizaron su propio ejército bajo el mando de José Gabriel Castro, con la siguiente composición:
- El Batallón "Veteranos", formado por 9 compañías y un total de 720 soldados armados con fusiles de chispa, muchos de los cuales carecían de llave.
- Un Escuadrón de "Húzares", compuesto por 100 hombres armados exclusivamente con lanzas.
- Dos baterías, cada una con 180 soldados, equipadas con 9 cañones y dos morteros. Los cañones fueron fabricados por los patriotas.

A pesar de no superar los 980 combatientes, estas tropas aún no estaban completamente armadas, con muchos soldados sin fusiles y otros sin llaves. Además, algunos de los cañones eran inservibles y la mayoría estaban desmontados. A pesar de sus limitaciones, este pequeño y mal equipado ejército partió de La Paz y se posicionó en las alturas de Chacaltaya, al norte de la ciudad. Este punto estratégico proporcionaba ventajas tácticas y una ruta de escape fácil hacia los Yungas, con la extensa llanura frente a ellos y las montañas detrás, junto con el camino hacia los Yungas.
El 24 de octubre, Goyeneche solicitó la rendición al comandante patriota Castro, quien afirmó que no se entregaría y que estaba listo para combatir. El historiador boliviano Alcides Arguedas afirma en su libro "Historia de Bolivia" (1920), que los patriotas resolvieron casi por unanimidad levantar el campamento para trasladarse a los Yungas, desde donde desarrollarían una lucha de guerrillas. Fue así que, según Arguedas, en las alturas de Chacaltaya solo quedaron desprotegidos unos pocos hombres, en su mayoría indígenas, junto con algunas rabonas, lideradas por el español Juan Antonio Figueroa.

## Batalla
El 25 de octubre, el ejército realista se presentó en el campo de batalla. Desplegó su infantería protegida por líneas de tiradores y colocó sus 12 cañones frente a las posiciones de los patriotas, mientras que su caballería ejecutaba un movimiento de flanqueo. Los patriotas respondieron abriendo fuego de artillería y entraron en combate. Sin embargo, el coronel Ramírez Orozco lanzó un ataque por el flanco derecho, mientras que el coronel Fermín Piérola hizo lo mismo por el flanco izquierdo. Esto resultó en la envoltura de las tropas patriotas, que se vieron obligadas a iniciar una retirada desordenada, siendo capturadas la mayoría de ellas.

## Consecuencias
Luego de la derrota de los patriotas, a las once de la mañana, las tropas realistas de Goyeneche comenzaron a desfilar por las calles de La Paz, mientras las campanas repicaban. A la una del mediodía, rodeado de españoles que lo recibieron con entusiasmo hasta llegar a Chacaltaya, el brigadier Goyeneche entró triunfalmente en la ciudad, entre las calles llenas de personas jubilosas por sentirse liberadas de cualquier preocupación. Una vez ahí, ordenó que algunas de sus fuerzas resguardaran la ciudad, dejando al resto en un campamento del Tejar. Algunos revolucionarios que sobrevivieron la batalla se refugiaron en los Yungas, al este de la ciudad, con armas de todas clases. Entre los que huyeron se encontraban José Gabriel Castro, Francisco Iriarte y Manuel Victorio García Lanza. Goyeneche instruyó de inmediato que las tropas de Arequipa, al mando del coronel Domingo Tristán y Moscoso, entrasen a los Yungas para exterminar a los patriotas revolucionarios. El 11 de noviembre, en el combate de Chicaloma, Tristán venció a los patriotas, provocando su huida y aprehensión.
Como premio a la victoria realista en Chacaltaya, el coronel Juan Ramírez Orozco fue ascendido a general, cargo que ocupó hasta fines de enero de 1810 y desde el cual contribuyó activamente en el proceso judicial que se siguió a los miembros de la Junta Tuitiva de La Paz.